# Peter Moilliet

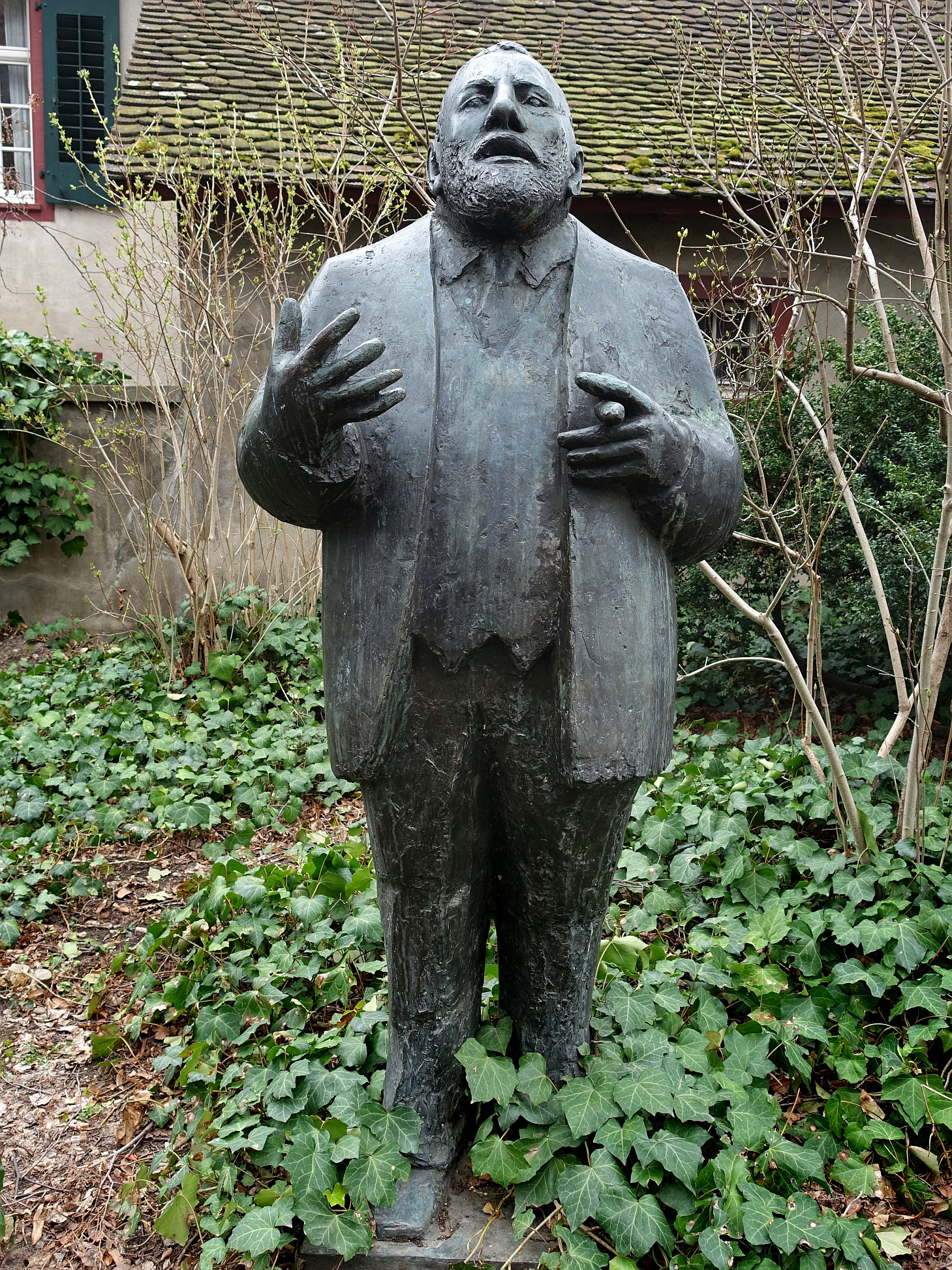
Rudolf Riggenbach. Leonhardsberg, Basel

Karl Peter Moilliet (* 5. November 1921 in Bern; † 10. März 2016 in Allschwil) war ein Schweizer Bildhauer.

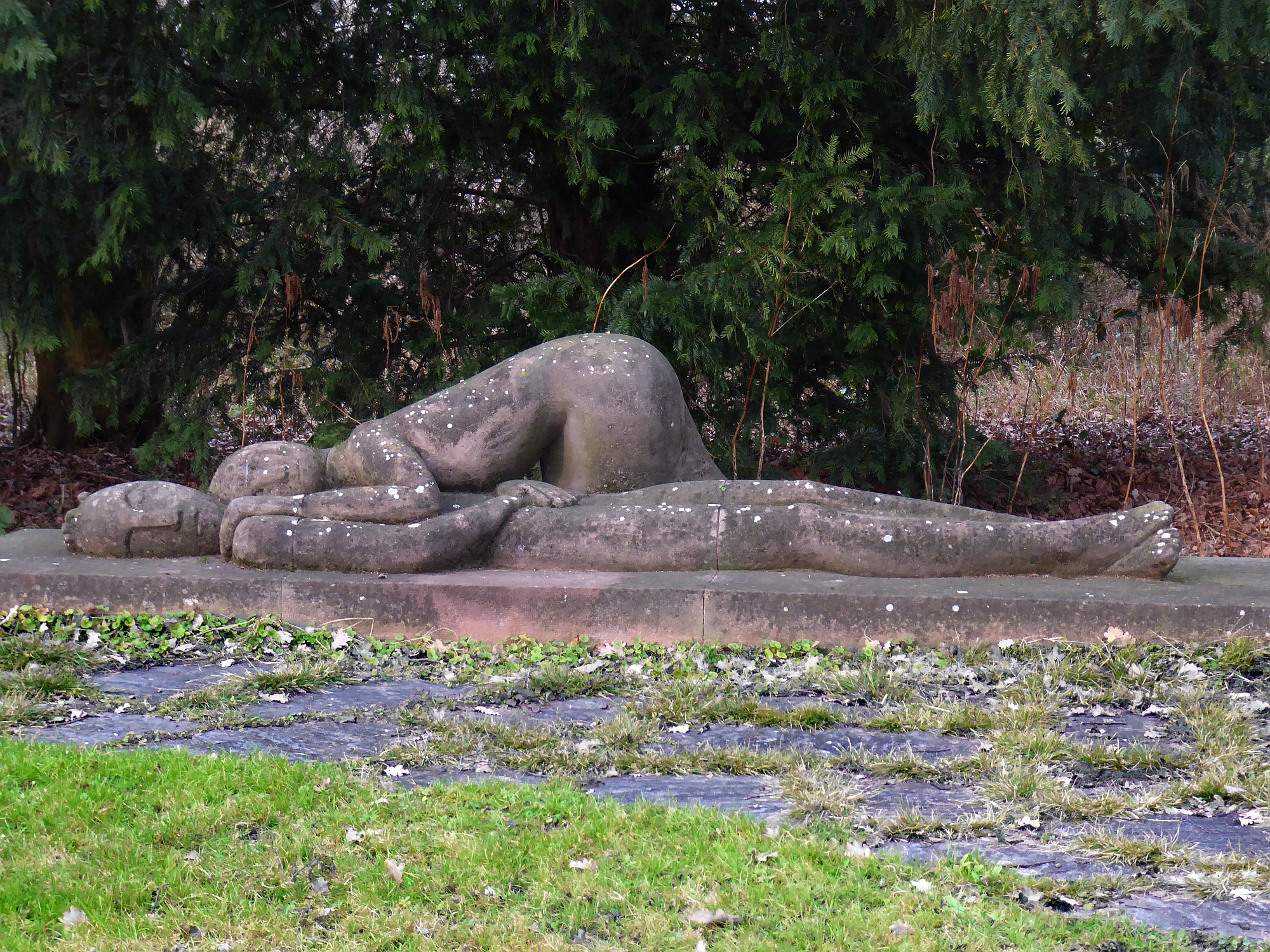
Pietà, roter Schirmecker Sandstein, Friedhof am Hörnli

## Leben und Werk
Peter Moilliet war ein Sohn des Kunstmalers Louis Moilliet und der aus Basel stammenden Margaretha, geborene Zaeslin, die bei seiner Geburt noch mit Paul Basilius Barth verheiratet war und mit diesem die Söhne Heinrich Barth (1907–1958) und Andres Barth (1916–1990) hatte. Das Ehepaar Barth-Zaeslin liess sich im Dezember 1921 scheiden.
Nach seiner Schulzeit in St. Moritz kam Peter Moilliet 1937 nach Basel und absolvierte eine Steinhauerlehre. Durch die Vermittlung von Elisabeth Thommen konnte er nach dem Lehrabschluss 1941 zum Bildhauer Karl Geiser nach Zürich wechseln, der seine Schüler vor allem als Gehilfen einsetzte. Nach drei Monaten verliess Moilliet das Atelier und absolvierte die Rekrutenschule. Von 1941 bis 1945 war er vor allem im Aktivdienst unterwegs. In diesen Jahren besuchte er mit finanzieller Unterstützung von Maja Sacher so oft wie möglich den Unterricht bei Germaine Richier in Zürich. An der Schule lernte er das Berufsmodell und seine zukünftige Ehefrau Maria Marcella Vanz († 2002) kennen. Sie stand Modell für Karl Geiser, Otto Charles Bänninger und Germaine Richier.
Nach 1945 etablierte sich Moilliet als selbstständiger Künstler und liess sich mit seiner Ehefrau in Allschwil im eigenen Atelierhaus nieder, das er stetig erweiterter. Zusammen mit Willy Hege, August Suter, Ernst Suter, Louis Léon Weber und Alexander Zschokke wurde er 1946 für das Grab der Einsamen auf dem Friedhof am Hörnli zu Wettbewerbsbeiträgen des Kunstkredits Basel-Stadt eingeladen. Moilliets liegender Skulptur Pietà wurde der erste Preis zugesprochen.
1948 zählte er zu den Mitbegründern des Kreis 48. Von 1950 bis 1955 war er zudem für das Larvenatelier Tschudin tätig. 1954 erhielt er ein Kiefer-Hablitzel-Stipendium sowie 1949 und 1958 ein Eidgenössisches Kunststipendium.
Peter Moilliet arbeitete hauptsächlich figürlich und in Stein. Modellierte Plastiken in Gips oder Bronzeguss, Zeichnungen und Skizzen runden sein Werk ab. Zahlreiche Freiplastiken stehen im öffentlichen Raum der Nordwestschweiz. Die Figuren Moilliets sind in einem für ihn typischen Stil gehalten, der sich durch reduzierte Gestik und archaisierende Formkomposition auszeichnet. Der menschliche Körper inspirierte Moilliet zu zahlreichen Arbeiten in Form von freistehenden Plastiken, Reliefs oder Porträtbüsten. 2009 erhielt er eine Auszeichnung für «Beispielhafte Grabmäler auf den Basler Friedhöfen».
Zum 75-Jahr-Jubiläum des Kreis 48 zeigt das Kunstmuseum Basel von 29. Juli 2023 bis 11. Februar 2024 die erste grosse Rückschau auf diese Künstlergruppe aus Basel.

## Werke (Auswahl)
- Pietà, liegende Skulptur, 1946–1949, die das Grab der Einsamen im Basler Friedhof am Hörnli schmückt.

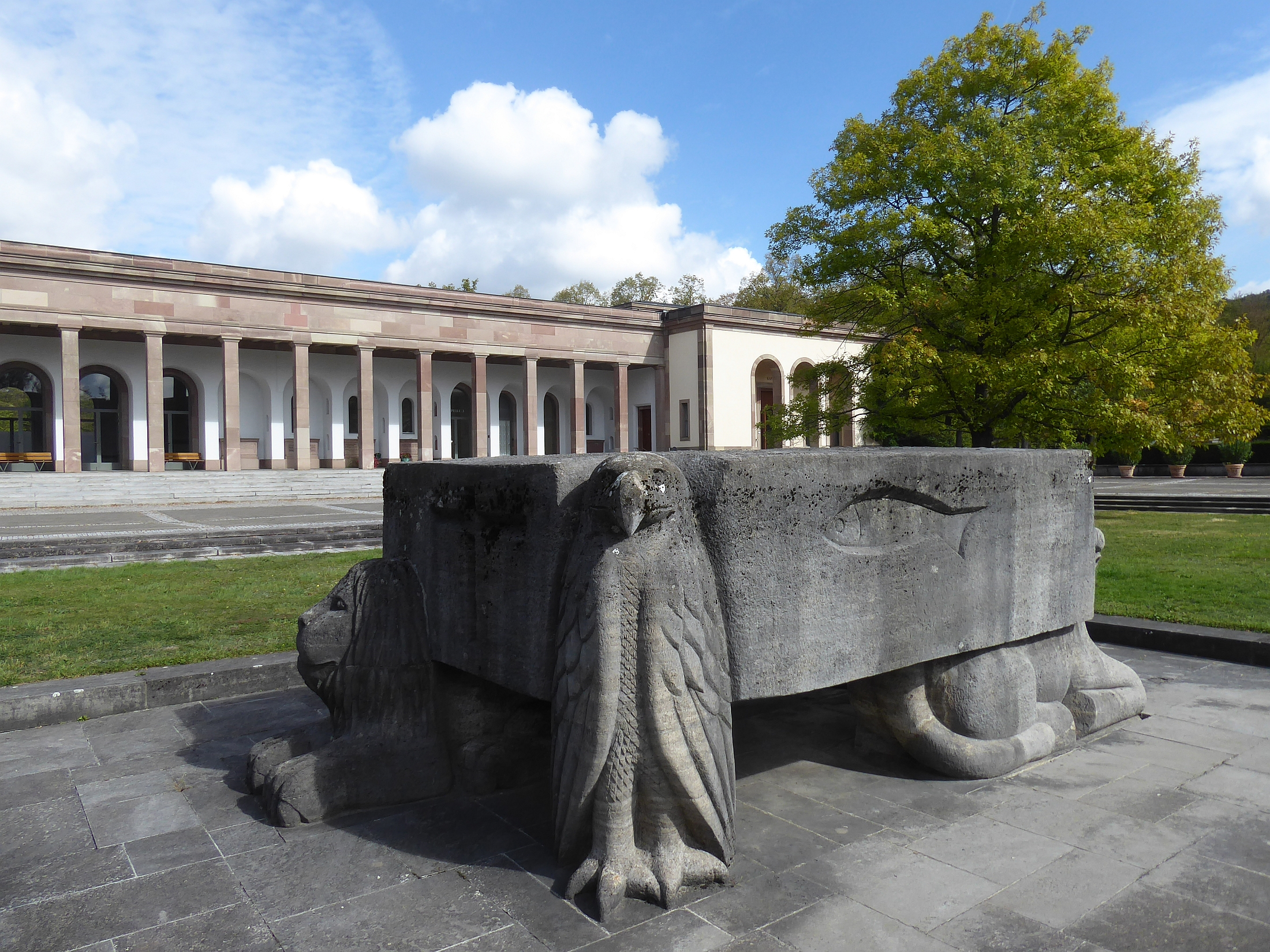
Die vier Evangelistensymbole, monumentale Freiplastik aus Kirchheimer Muschelkalk die 1961–1966 für den gleichen Friedhof geschaffen wurde.
- Denkmalpfleger Riggenbach, lebensgrosse Bronzeplastik auf dem Leonhardskirchplatz in Basel.
- Lorelei, 1952–1955, Brunnenanlage im Margarethenpark in Basel. (1. Preis des Kunstkredit-Basel Stadt)
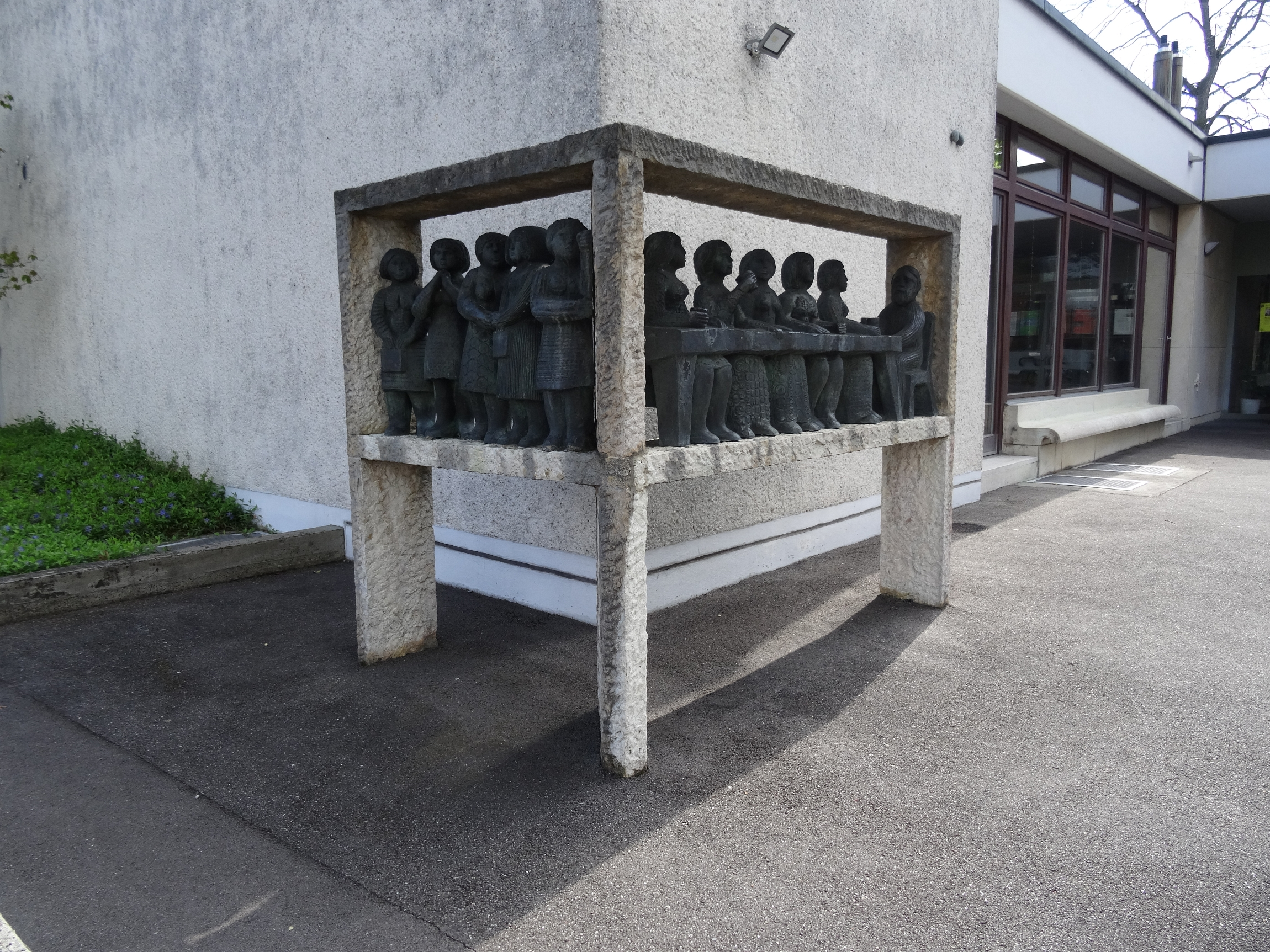
Die zehn Mädchen, 1965, Calvinhaus in Allschwil.
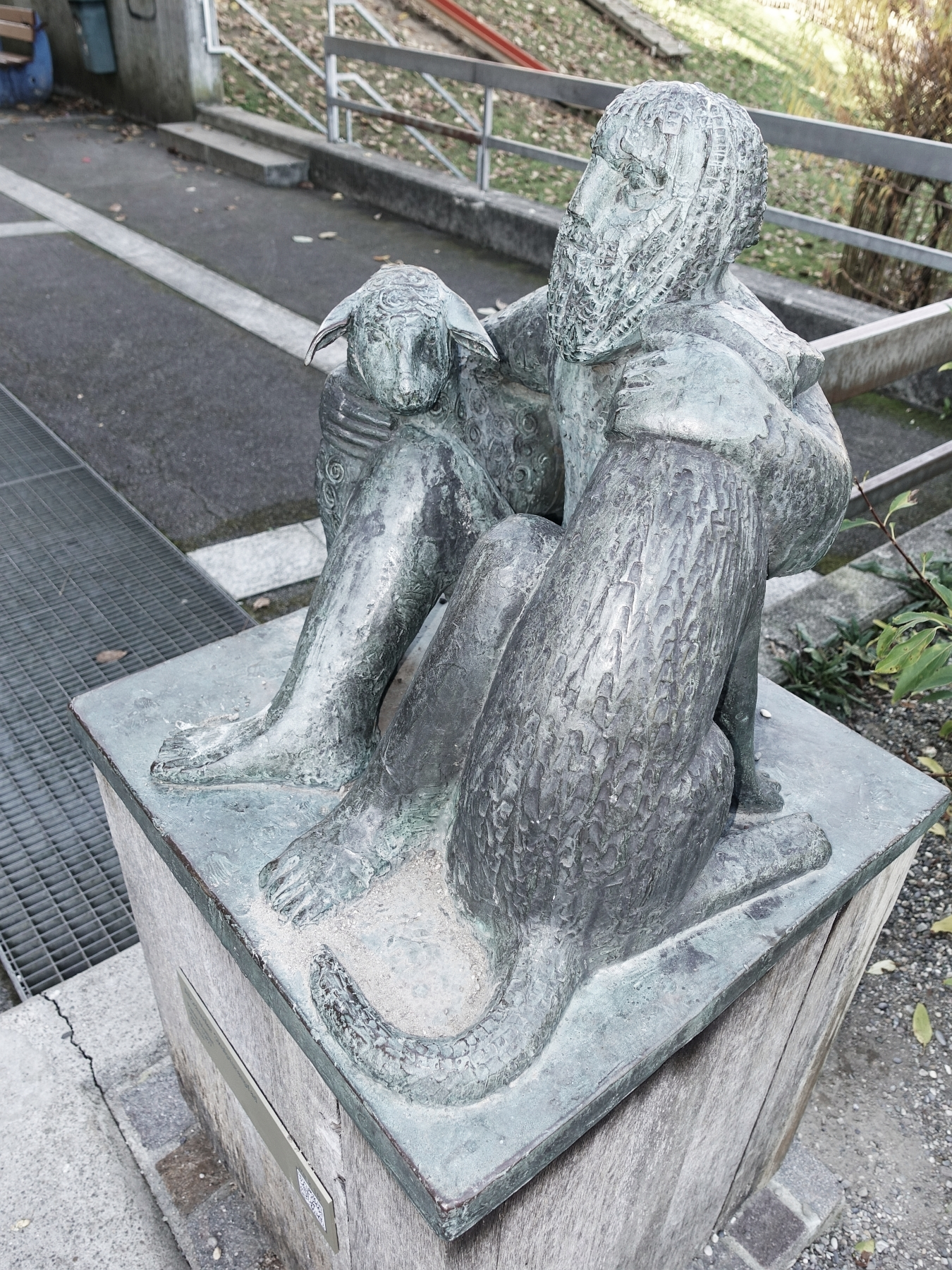
1969 Hirte. Primarschule Allschwil
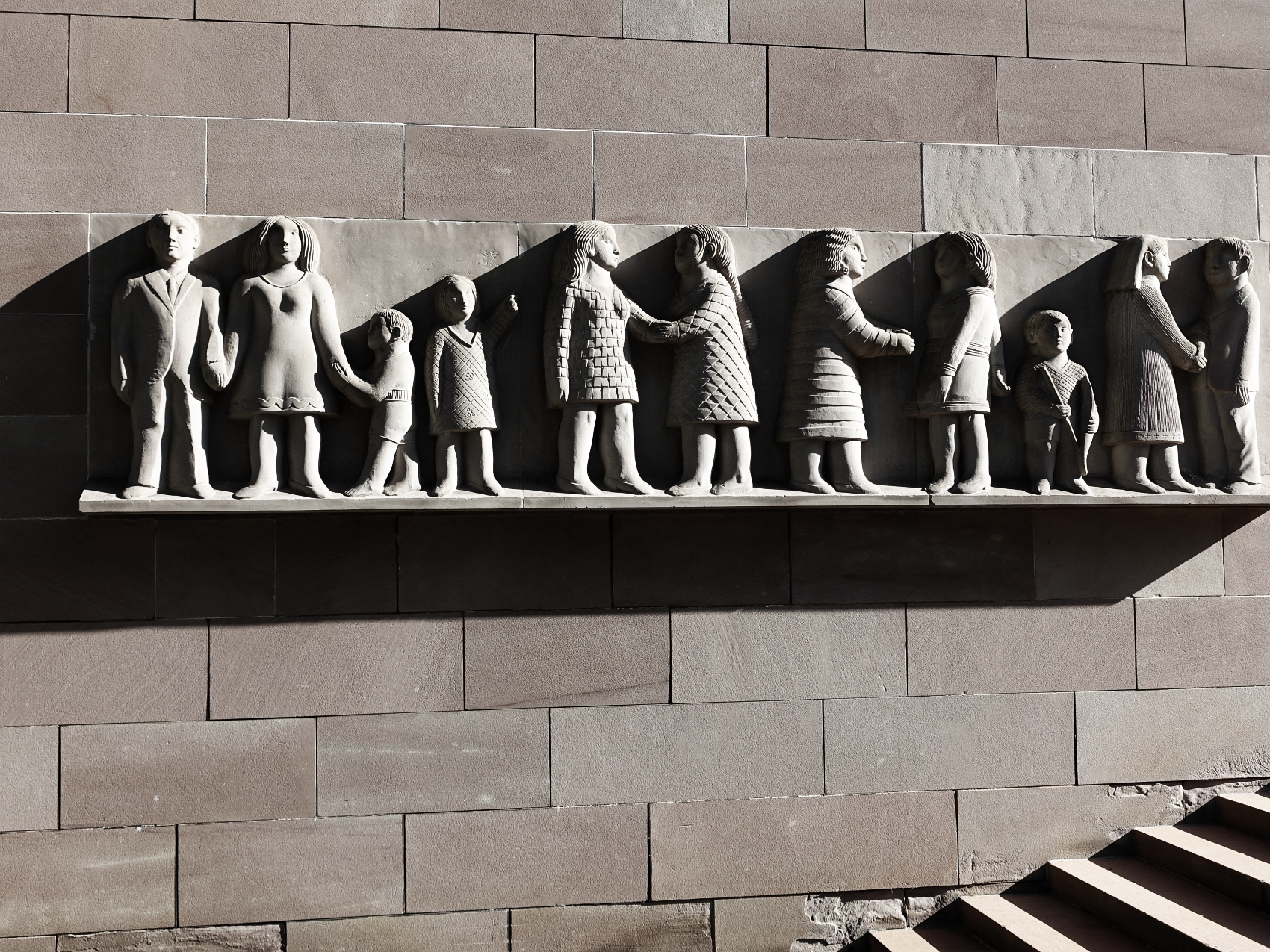
Leute von Heute, 1972, Wandrelief, Gemeindehaus Riehen
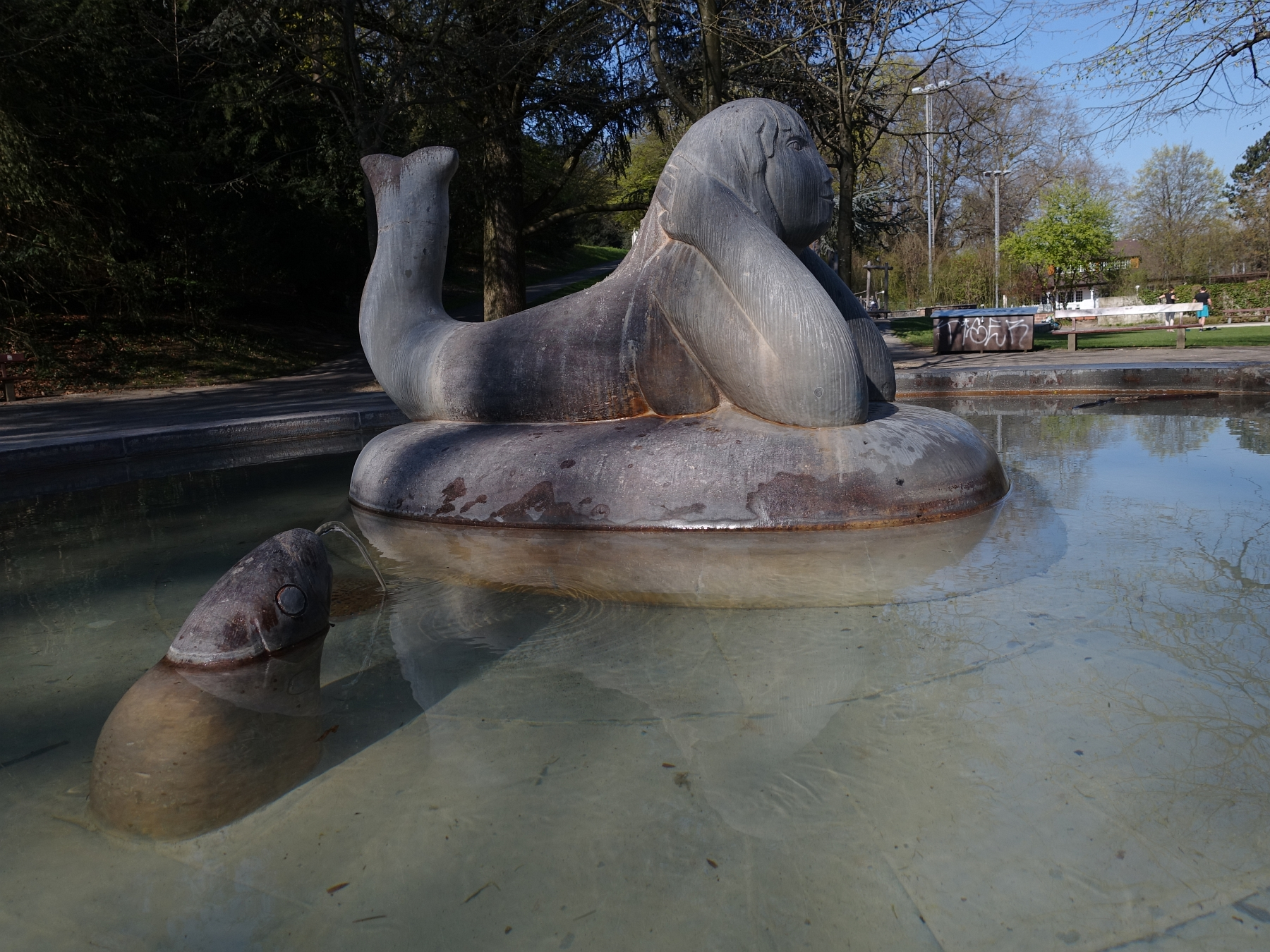
1955, Loreley. Margarethenpark, Basel.
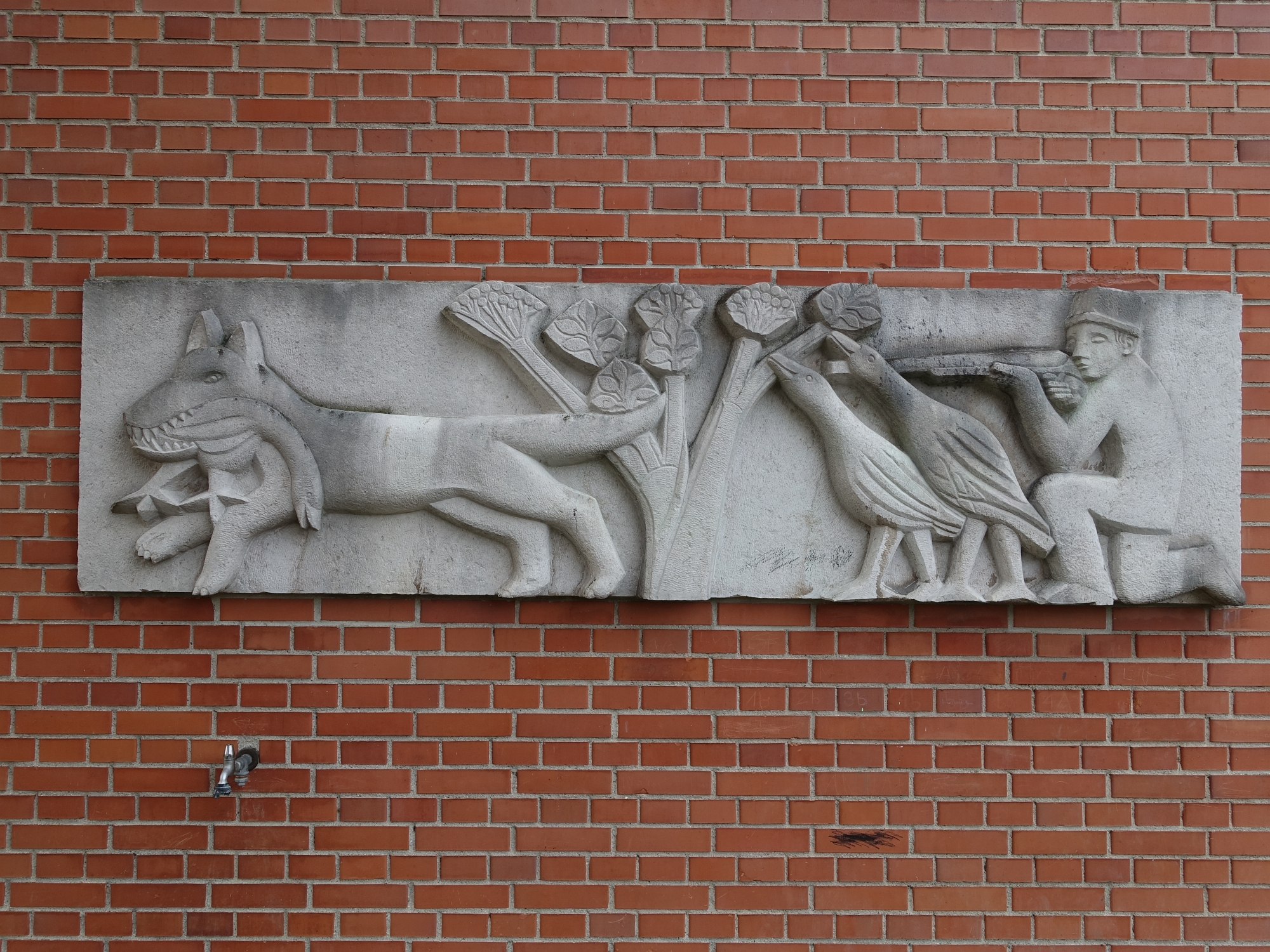
Relief, Fuchs du hast die Gans gestohlen … Schulhaus Kilchbühl, Biel-Benken